# Kamienica (architektura)

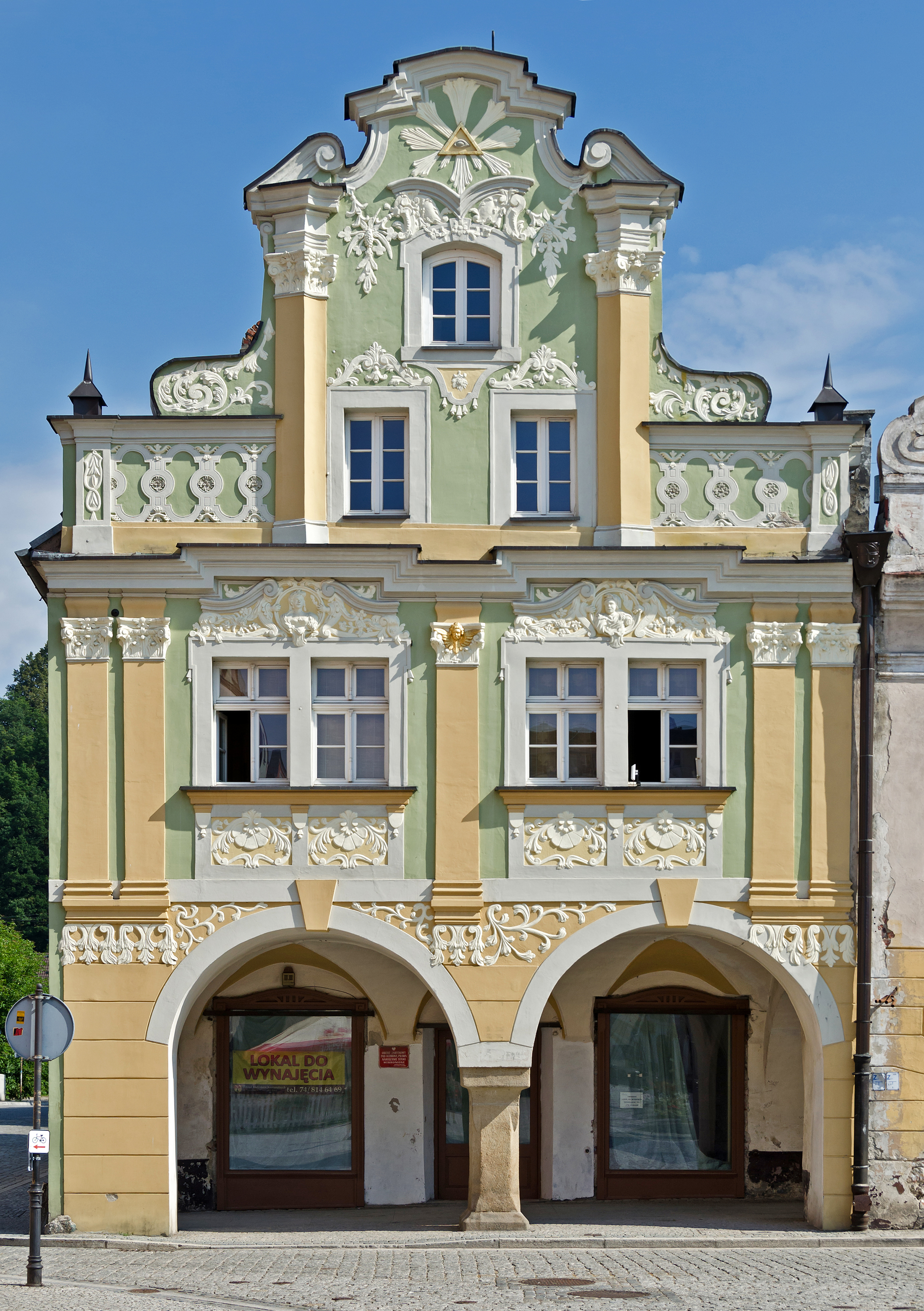
Kamienica w Lądku-Zdroju

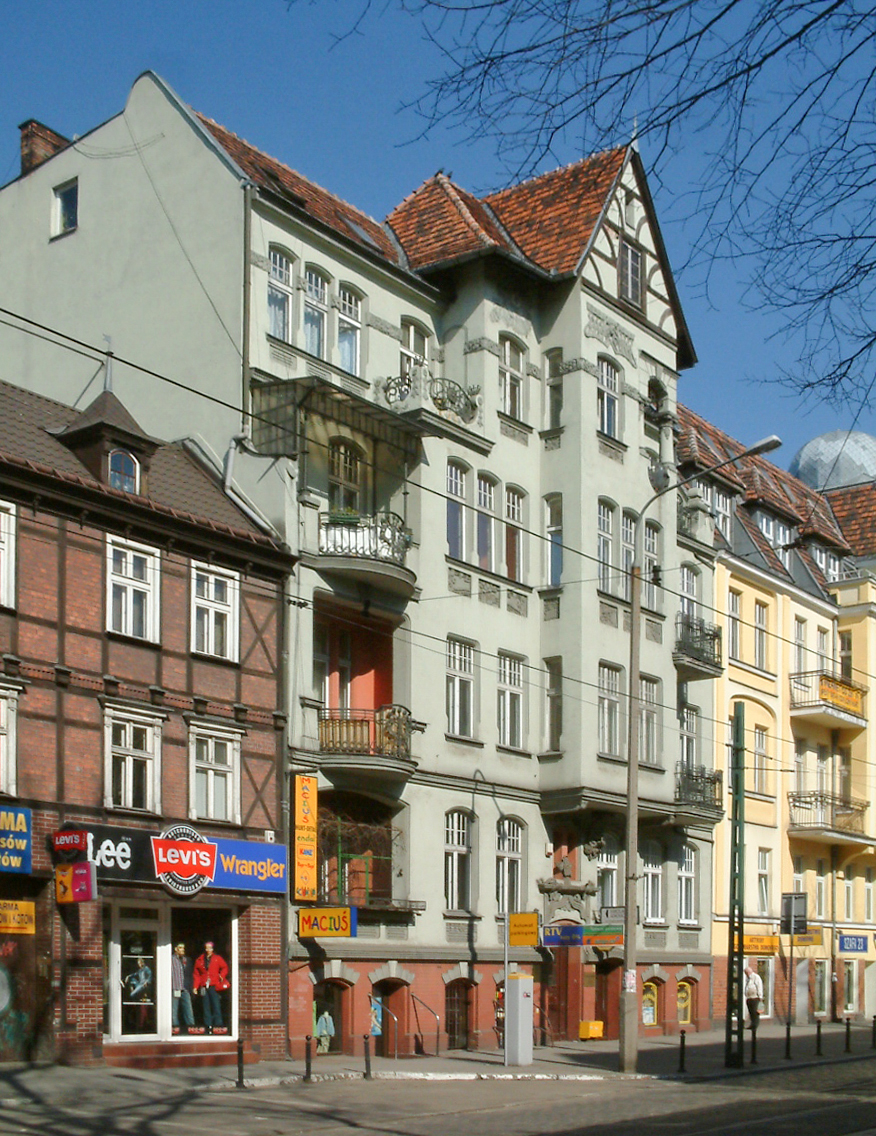
Kamienica w Poznaniu

Kamienica – miejski budynek mieszkalny, murowany z cegły lub kamienia, przynajmniej jednopiętrowy. Kamienicą określa się zazwyczaj budynek stojący w zwartym szeregu innych domów; jeśli tak nie jest, to kamienica odróżnia się brakiem dużych okien na jednej z jej ścian (jest to związane z tym, że podczas budowy przewidywano w tym miejscu inny budynek lub taki budynek istniał, ale został wyburzony).
Kamienice były podstawą miejskiego budownictwa mieszkaniowego od średniowiecza po drugą połowę XX wieku. Obecnie w Polsce kamienice buduje się zazwyczaj jako plomby do istniejących już pierzei, kwartałów lub w czasie odbudowy zniszczonych starych miast (ma to miejsce na przykład w Elblągu, Kołobrzegu, Stargardzie, Szczecinie, Głogowie, Olecku).
Murowany dom miejski lapideae pojawił się w Polsce wraz z osadnikami niemieckimi. Wcześniej były tu tylko zamki, klasztory, drewniane dwory, karczmy i chałupy. Według autora „Krótkiej nauki budowniczej” z roku 1659 nigdzie, tylko przy mieście i to wielkim, cegły nie dostaniesz, jako rzeczy drogiej i kosztownej... Jeszcze do XVIII wieku można było zauważyć obok wielkich i małych kamienic w Krakowie i Poznaniu „lepianki z chrustu plecione, kurne”.
Określenie występuje od XV wieku, jest ono specyficzne dla Polski.
Na początku XX wieku architekt francuski Le Corbusier zrewolucjonizował architekturę kamienicy poprzez jej całkowite przeszklenie i zastosowanie płaskiego dachu pełniącego rolę podniebnego ogrodu. Zamiast cegieł użyto luksferów a zamiast zwykłych okien przeszklono całe ściany. Nowatorska kamienica reprezentująca funkcjonalizm powstała w 1934 roku w Paryżu przy ulicy Nungesser et Coli 24 i doskonale wpisała się w rząd zabytkowych kamienic.
Mieszkania w kamienicach są przeważnie większe i wyższe niż w przypadku tych w wielkiej płycie co oznacza także znaczną różnicę w ich wartości.